# Jacques Gobert
Jacques Gobert (13 mei 1961) is een Belgisch politicus voor de PS.

## Levensloop
Hij werd een eerste maal verkozen als gemeenteraadslid te La Louvière bij de lokale verkiezingen van 1988. Daarnaast was hij provincieraadslid te Henegouwen van 1992 tot 1994. Na de lokale verkiezingen van 2000 werd hij aangesteld als OCMW-voorzitter van La Louvière, een functie die hij uitoefende tot 2006. Na de gemeenteraadsverkiezingen van 2006 volgde hij Willy Taminiaux op als burgemeester van deze stad. 
In september 2009 volgde hij Paul Furlan op als voorzitter van de Union des Villes et Communes de Wallonie (UVCW), een functie die hij tot op heden uitoefent. Vanuit deze hoedanigheid was hij van 2009 tot 2011 tevens voorzitter van de Vereniging van Belgische Steden en Gemeenten (VBSG).